# Vipperow
Vipperow è una frazione del comune di Südmüritz nel Meclemburgo-Pomerania Anteriore, in Germania.
Appartiene al circondario della Seenplatte del Meclemburgo ed è parte della comunità amministrativa (Amt) di Röbel-Müritz.
Il 26 maggio del 2019 è stato unito al comune di Ludorf per costituire il comune di Südmüritz.